# 6312 Робхайнлайн
6312 Робгайнлайн (6312 Robheinlein) — астероїд головного поясу, відкритий 14 вересня 1990 року.
Тіссеранів параметр щодо Юпітера — 3,672.
Названо на честь американського письменника-фантаста Роберта Гайнлайна